# Elefantens resa
Elefantens resa (portugisiska: A viagem do elefante) är en roman från 2008 av den portugisiske nobelpristagaren José Saramago.

## Handling
År 1551 gav Johan III av Portugal en ovanlig bröllopsgåva till den österrikiske ärkehertigen Maximilian: en elefant vid namn Solomon eller Suleiman. Denna elefants resa från Lissabon till Wien sågs och uppmärksammades av både forskare, historiker och vanligt folk. Utifrån detta material har José Saramago skrivit en roman som kallats en triumf över språk, fantasi och humor (El Pais).
Solomon och hans skötare Subhro befinner sig först i dålig kondition, bortglömda i ett hörn av palatsets ägor. Men i och med iden med bröllopsgåvan förändras deras tillvaro drastiskt de tvättas, får vackra kläder, och påbörjar resan för att möta ärkehertigen i spanska Valladolid. Tillsammans med ärkehertigen, hans nya fru och en kunglig vakt korsar de en kontinent söndrad av reformationen och inbördeskrig. De reser genom städer i norra Italien, tar sig igenom Alperna med hotande dödsstup, de seglar över Medelhavet och floden Inn och kommer slutligen fram till Österrike.

### Fotnoter
1. ↑  ”A viagem do elefante” (på engelska). Worldcat. 19 mars 2008. https://www.worldcat.org/title/viagem-do-elefante/oclc/898282385&referer=brief_results. Läst 6 januari 2015.